# Bajan (distrikt i Mongoliet, Töv)
Bajan (mongoliska: Баян Сум, Bayan, Баян, Bayan Sum) är ett distrikt i Mongoliet.   Det ligger i provinsen Töv, i den centrala delen av landet, 100 km sydost om huvudstaden Ulaanbaatar.